# Roselyne Dubois
Roselyne Dubois est une journaliste-présentatrice française de télévision travaillant à BFM TV depuis 2007.

## Biographie de Roselyne Dubois
Elle a étudié à l'Institut d'études politiques de Paris et au centre de formation des journalistes.
À partir de juin 2007, elle présente sur BFM TV le journal de l'économie dans Première édition, la matinale de la chaîne d'information en continu.[réf. souhaitée]
À partir de septembre 2008, elle coprésente l'édition du matin du Non Stop du lundi au vendredi de 9 h à 12 h aux côtés de Jean-Alexandre Baril. Pendant l'été 2009, elle présente Première édition avec notamment Cédric Faiche.[réf. souhaitée]
Fin avril 2010, dans une sorte de jeu des chaises musicales, plusieurs présentateurs échangent leurs horaires de présence à l'antenne de BFM TV. Jusqu'alors coprésentateur d'Info 360, Ronald Guintrange rejoint ainsi le Non Stop du matin avec Roselyne Dubois (9 h - 12 h), remplaçant Jean-Alexandre Baril qui reprend le Non Stop de l'après-midi.
En 2012, Ronald Guintrange ayant rejoint la tranche de la mi-journée, elle présente Non Stop (9 h - 12 h) en duo avec Damien Gourlet.
En 2017, quittant l'antenne provisoirement en raison d'un congé de maternité, elle est remplacée par Aurélie Casse de la rentrée de la chaîne à mi-mars 2018.
À la rentrée 2018, elle présente Le Live BFM en semaine entre 9 h et 12 h à la place du Non Stop toujours avec Damien Gourlet.
En 2019, quittant l'antenne provisoirement en raison d'un congé maternité, elle est remplacée par Céline Moncel de la rentrée de la chaîne à mi-mars 2020 à la présentation des journaux dans Le Live BFM (9 h - 12 h). Mais dès son retour sur BFM TV, elle intervient en plateau pour commenter et décrypter l'actualité liée à la Covid-19.
À partir de la rentrée 2020, elle répond chaque jour aux questions des téléspectateurs à 11 h 30 dans Le Live Toussaint. Et le week-end du 21 et 22 mai 2022 elle remplace exceptionnellement Ronald Guintrange dans 7 jours BFM.
À la rentrée de Janvier 2025, à la suite du changement de Maxime Switek pour le 20h de BFM et en attendant l’arrivée de Julie Hammett pour sa nouvelle émission, Parlons Info ! elle présente Le Live BFM tout le mois de Janvier. Puis à l’arrivée de Julie Hammett, elle reprend son poste et répond aux questions des téléspectateurs du Lundi au Jeudi ! 
À partir du 7 février 2025, elle présente BFM STORY week-end tous les vendredis de 16h50 à 18h jusqu'à la fin de la saison 2024-2025
Le 3 juillet 2025, BFMTV a confirmé un important changement de tranche horaire pour sa grille de programmes. Roselyne Dubois est affectée à la tranche du midi et quitte la présentation de BFM STORY week-end. Dès le 25 août 2025, elle présentera le 12/15 avec Christophe Delay. Ce changement intervient en remplacement d'Ashley Chevalier partant vers le groupe M6.